# Taseeva
La Taseeva (in russo  Тасеева?) è un fiume della Russia siberiana orientale], affluente di sinistra dell'Angara. Scorre nel Territorio di Krasnojarsk.
Il fiume ha origine dalla confluenza dei due rami sorgentiferi Birjusa e Čuna, fluendo verso ovest-nordovest per poco più di 100 km di corso, interamente navigabili; il maggiore affluente è la Usolka, che tributa dalla sinistra idrografica.
Le dimensioni della Taseeva sono molto minori rispetto a quelle dei suoi due rami sorgentiferi principali, sia per lunghezza che per ampiezza di bacino imbrifero; essa costituisce in pratica solo il tratto terminale dell'intero sistema fluviale. Ha una lunghezza di 116 km e il suo bacino è di 128 000 km². Sfocia nell'Angara a 68 km dalla foce. Nel corso superiore scorre in una stretta valle, formando una serie di rapide. 15-20 km sotto la confluenza di Čuna e Birjusa assume la forma di un fiume piatto. 